# Dragostea din tei
Dragostea din tei (AFI: /ˈdraɡoste̯a din tei̯/ ) è un brano del 2003 del gruppo moldavo O-Zone, contenuto nell'album DiscO-Zone. La canzone ha raggiunto la prima posizione in classifica in gran parte dell'Europa ed è diventata uno dei tormentoni del 2003 e dell'anno successivo, anche grazie alla cover di Haiducii.

## Descrizione

### Composizione e stile
Il singolo è stato registrato e pubblicato nel 2003, come terzo brano dell'album DiscO-Zone degli O-Zone. L'anno successivo la canzone è divenuta un grande successo in tutto il mondo. In Italia è stata resa popolare soprattutto dalla cover in chiave dance della cantante Haiducii, che la interpretava in coppia con l'italiano Vittorio Centrone.
Il titolo significa letteralmente "l'amore dal tiglio" o "amore sotto il tiglio", ma il senso corrisponderebbe a "l'amore a prima vista" o "l'amore non corrisposto".
È molto noto il ritornello:
Il produttore Dan Bălan, membro degli O-Zone, ha dichiarato che il singolo racconta un rapporto sessuale che avviene sotto degli alberi. Il tema principale è quindi l'amore, tipico delle canzoni popolari rumene, da cui Dragostea din tei riprende anche lo stile musicale. Alcuni versi del brano, inoltre, sembrano far parte di una conversazione telefonica tra due amanti, in cui uno dei due si esprime come se fosse un cantante lirico. Nelle parole «nu mă, nu mă iei» del ritornello, questo soggetto lirico descrive dettagliatamente il suo sentimento d'amore.

## Promozione

### Video musicale
Il video musicale, pubblicato nel 2004, mostra i tre componenti del gruppo che volano su un aereo cantando la canzone: in un primo momento proprio il video venne deriso prima di ottenere successo in Italia tanto da entrare nella classifica Top of the Flops, rubrica del programma televisivo di All Music Music Zoo che parodiava il celebre Top of the Pops.

## Accoglienza
Dragostea din tei ha ricevuto pareri generalmente molto positivi. Per esempio, scrivendo per The Believer, Douglas Wolk ha scritto che «Non c'è un secondo senza un gancio straordinario, a partire dal lamento muto iniziale»; secondo Alexis Petridis del The Guardian, invece, il brano «oscilla in modo instabile lungo la linea che separa l'orecchiabile dall'esasperante». Alexander Cordas di laut.de, invece ha definito il singolo «senza pretese» e «semplice musica d'intrattenimento», parere condiviso da Dana Dorian del Jurnalul Național, secondo cui lo stile compositivo di Dragostea din tei è «puerile e molto prevedibile», la canzone è pensata per un vasto pubblico, «indipendentemente dalla lingua che parla» e caratterizzata da «voci delicate, per nulla tecniche e studiate».

## Tracce
CD singolo
1. Dragostea din tei – 3:33
2. Dragostea din tei (DJ Ross radio RMX) – 4:15

CD maxi
1. Dragostea din tei – 3:33
2. Dragostea din tei (DJ Ross radio RMX) – 4:15
3. Dragostea din tei (DJ Ross extended RMX) – 4:15
4. Dragostea din tei (original Italian version) – 3:35
5. Dragostea din tei (Unu' in the dub mix) – 3:39

## Classifiche

### Classifiche settimanali
| Classifiche (2003-04) | Posizione massima |
| --------------------- | ----------------- |
| Austria               | 1                 |
| Belgio (Fiandre)      | 2                 |
| Belgio (Vallonia)     | 1                 |
| Danimarca             | 1                 |
| Europa                | 1                 |
| Finlandia             | 2                 |
| Francia               | 1                 |
| Germania              | 1                 |
| Irlanda               | 1                 |
| Italia                | 17                |
| Norvegia              | 1                 |
| Paesi Bassi           | 1                 |
| Regno Unito           | 3                 |
| Repubblica Ceca       | 2                 |
| Romania               | 1                 |
| Spagna                | 1                 |
| Svezia                | 3                 |
| Svizzera              | 1                 |
| Ungheria              | 2                 |

### Classifiche di fine anno
| Classifica (2003) | Posizione |
| ----------------- | --------- |
| Romania           | 12        |
| Classifica (2004) | Posizione |
| Austria           | 1         |
| Belgio (Fiandre)  | 7         |
| Belgio (Vallonia) | 1         |
| Europa            | 1         |
| Francia           | 1         |
| Germania          | 1         |
| Irlanda           | 9         |
| Paesi Bassi       | 1         |
| Regno Unito       | 28        |
| Svezia            | 15        |
| Svizzera          | 1         |

### Classifiche di fine decennio
| Classifica (2000-09) | Posizione |
| -------------------- | --------- |
| Germania             | 3         |
| Paesi Bassi          | 12        |

## Cover di Haiducii
Nel 2004 venne pubblicata una cover del brano dalla cantante romena Haiducii ed ha avuto grande successo in molti Paesi d'Europa, arrivando in vetta nelle classifiche dei singoli più venduti.

## Altre versioni
Nel 2008 Dragostea din tei è stata campionata in parte da T.I. e Rihanna per il loro singolo Live Your Life mentre nel 2012 è stata ripresa dagli ItaloBrothers per il singolo My Life is a Party.
Nel 2020 i cantanti Skar, Manfree, Vise e Francesca Brambilla hanno interpolato il ritornello del brano nel singolo Rimini Dubai.
Nel 2021 la cantante tedesca Leony ha ripreso la melodia della canzone nel singolo Faded Love.
Nel 2023 i disc jockey italiani Luca Testa e Rudeejay ne hanno pubblicato un remix hardstyle; nell’estate dello stesso anno Haiducii ha duettato con la cantante italiana Caffellatte nel singolo Troppo chic, nel cui testo vi sono diversi passi di Dragostea din tei. Sempre nel 2023 i rapper Sayanbull e Pa Pa hanno pubblicato Bla bla bla, in cui viene interpolato il ritornello di Dragostea din tei. Ancora nello stesso anno il brano musicale divenne un spot pubblicitario Yakult.
Nel 2024 il disc jockey David Guetta e il gruppo musicale OneRepublic hanno collaborato nel singolo I Don't Wanna Wait, che interpola la melodia di Dragostea din tei.